# Salomon Schützer
Salomon Schützer, född 1676 i Danzig, död 27 juni 1760 i Stockholm, var en svensk läkare och kirurg.
Salomon Schützer var son till kommendanten i Bolsenburg överstelöjtnanten Salomon Schützer. Han lärde kirurgi i Danzig och var 1701 "alt-gesäll" i Stockholm men reste därefter vidare för studier bland annat i anatomi. Han återkom 1704 och blev 1711 generalstabskirurg vid Magnus Stenbocks armé. 1715 köpte han en avliden stadsfältskärs privilegier, examinerades av barberareämbetet och blev ledamot av detta samt inom kort operator anatomiæ i Stockholm. Han blev 1727 stadskirurg där, 1728 fältskär vid Allmänna Barnhuset, 1741 preses och överdirektör vid Kirurgiska societeten samt 1745 ledamot av Sundhetskommissionen. Han sägs ha värnat ett vetenskapligt förhållningssätt till sitt yrke, och sägs av Johan Fredrik Sacklén ha varit en viktig gestalt för kirurgins framväxt i Sverige.